# أبان بن الوليد بن عقبة
أبان بن الوليد بن عقبة بن أبي معيط أحد أفراد الأسرة الأموية وعمل واليًا على حمص وقنسرين والجزيرة وأرمينيا في عهد مروان بن الحكم وابنه عبد الملك بن مروان. وكان شقيقه عثمان نائبه في أرمينيا، أو حاكمًا في حد ذاته، بينما كان قائده العسكري دينار بن دينار، الذي هزم البيزنطيين في 694م.
في حوالي 688م، كلف عبد الملك أبان بقتال الزعيم القيسي زفر بن الحارث الكلابي في قرقيسيا على الفرات، وكان يسيطر تلك المنطقة مصعب بن الزبير والي العراق من قِبل عبد الله بن الزبير. بايع زفر ابن الزبير، وطرد القائد الأموي عبيد الله بن زياد عام 685/86م. هزم أبان زفر في معركة، وقتل خلالها أحد أبنائه.
يروي ابن منظور عن أبان أنه قال: قدم عبد الله بن عباس على معاوية وأنا حاضر، فأجازه، فأحسن جائزته ثم قال: يا أبا العباس، هل يكون لكم دولة؟ قال: اعفني يا أمير المؤمنين، قال: لتخبرني قال: نعم، قال: فمن أنصاركم؟ قال: أهل خراسان ولبني أمية من بني هاشم نطحات.
في سنة 76 هـ/696م غزا محمد بن مروان الصائفة، وهجم البيزنطيين على بلاد المسلمين في جمادى الأولى، فلقيهم أبان بن الوليد بن عقبة ودينار بن دينار وهزموهم.